# Balan: Book of Angels Volume 5
Balan: Book of Angels, Volume 5 è un album in studio del gruppo musicale klezmer polacco The Cracow Klezmer Band, contenente 8 delle 316 composizioni del compositore jazz statunitense John Zorn provenienti dal libro delle composizioni Book of Angels. Fu pubblicato il 23 maggio 2006 dalla Tzadik Records.

## Tracce
Musiche di John Zorn.
1. Zuriel (48° composizione) – 4:18
2. Suria (9° composizione) – 7:56
3. Dirael (200° composizione) – 6:07
4. Kadosh (137° composizione) – 2:43
5. Haniel (172° composizione) – 5:02
6. Jehoel (177° composizione) – 5:17
7. Asbeel (213° composizione) – 5:05
8. Aniel (189° composizione) – 3:48

Durata totale: 40:16

## Formazione

### The Cracow Klezmer Band
- John Zorn – produzione, direzione
- Jaroslaw Bester – bajan
- Jaroslaw Tyrala – violino
- Oleg Dyyak – percussioni
- Jorgos Skolias – voce
- Ireneusz Socha – strumenti elettronici

### DAFO String Quartet(Ospiti)
- Anna Armatys – violoncello
- Danuta Augustyn – violino
- Justyna Duda – violino
- Aneta Dumanowska – viola